# Banco Central de Cuba
O Banco Central de Cuba (em castelhano:  Banco Central de Cuba, BCC) é o banco central de Cuba.  Foi criado em 1997 para assumir muitas das funções do Banco Nacional de Cuba (em castelhano:  Banco Nacional de Cuba), que foi criado em 23 de dezembro de 1948 e iniciou suas operações em 27 de abril de 1950.

## História
O Banco Nacional de Cuba foi criado em 1948 com capital do Estado e do setor financeiro cubano. Depois de reorganizada em 1961, 1966, 1975 e 1984, passou a ser propriedade exclusiva do Estado. Com a criação do Banco Central de Cuba em 1997 como banco estatal com autoridade monetária e cambial, o Banco Nacional de Cuba não desapareceu, mas entregou as suas funções de banco central à nova organização, embora tenha mantido as funções de banco comercial. Desde a sua criação, o presidente do Banco Central de Cuba é Francisco Soberón Valdés, membro do Conselho de Ministros de Cuba e até então presidente do Banco Nacional de Cuba.

## Organization
O banco é dirigido por um único presidente com cinco vice-presidentes:
- Primeiro vice-presidente
- Vice-presidente administrativo
- Vice-presidente de Análise e Objetivos Estratégicos do Sistema Bancário Cubano
- Vice-presidente, Macroeconomia
- Vice-presidente, Operações

O presidente do Banco Central é membro do Conselho de Ministros de Cuba.

## Presidentes
Presidentes do Banco Nacional de Cuba e do Banco Central de Cuba.
- Felipe Pazos, 1950 – Abril de 1952[10]
- Joaquín Martínez Sáenz, Abril de 1952 – 1958[11][12]
- Felipe Pazos, Janeiro de 1959 – Novembro de 1959[10]
- Che Guevara, 26 de novembro de 1959 – 23 de fevereiro de 1961[13]
- Raúl Cepero Bonilla, 1961–1962[14]
- Orlando Pérez Rodríguez, 1962 – 1973[15]
- Raúl León Torrás, 1973 – 1985[16]
- Héctor Rodríguez Llompart, 1985 – 1995[17]
- Francisco Soberón Valdés, 1995 – 2009[18]
- Ernesto Medina Villaveiran, 2009 – 2017[19]
- Irma Margarita Martínez Castrillón, 2017 – 2020
- Marta Sabina Wilson González, 2020-2023[20]
- Joaquín Alonso Vázquez, Desde 2023[21]